# A majmok bolygója 4. – A hódítás
A majmok bolygója 4. – A hódítás (eredeti cím: Conquest of the Planet of the Apes) a Majmok bolygója-pentalógia negyedik, és egyben legerőszakosabb része. A film középpontjában a majomtársadalom felemelkedésének kezdete áll, mindezt az eddigi részektől eltérő megvilágításban.

## Történet
Az előző (3.) részben megjövendöltek kísérteties módon beteljesülni látszanak. Egy ismeretlen fertőzés következtében a Földön elpusztult minden kutya és macska. Helyettesítésükre az emberek más állatokat kerestek, és így találtak rá a majmokra, akik ráadásul rendkívül tanulékonyak is voltak. Ehhez járult hozzá, hogy 1991-re az Egyesült Államok apró városállamokra esett szét, diktatórikus irányítással, kvázi kasztrendszerrel, és rabszolgamunkával, melyet természetesen a majmok végeztek.
Egy szép napon Central City városába érkezik egy vándorcirkusz, melyet Armando vezet. Cornelius és Zira fia, Caesar itt artista. Elhatározza, hogy megnézi magának a várost, Armando viszont óva inti ettől: ha rájönnek, kicsoda ő, az a biztos halált jelenti. A városban szemtanúja lesz a majmokat érő atrocitásoknak, és amikor őt is bántalmazni akarják, véletlenül elkiáltja magát. A szorult helyzetből csak Armando gyors közbelépése menti meg. Hogy elrejtsék, frissiben érkezett szállítmánynak álcázzák Caesart, aki így megkapja a rabszolgáknak járó kiképzést. A város kormányzója, Breck veszi meg. Segédje, MacDonald igyekszik megvédeni Caesart a főnöke atrocitásaitól.
Mindeközben Armandót igazmondó szérum segítségével rá akarják venni, hogy vallja be, kicsoda is ez a majom valójában, de ő túljár az eszükön: öngyilkosságot követ el. Ennek hatására Caesar nagyot csalódik az emberi fajban, és megkezdi a lázadás előkészületeit. Titokban kiképzi a majmokat fegyverhasználatra. Breck azonban gyanút fog, elfogatja Caesart, és kínzásokkal bírja rá, hogy beszéljen. Amint ez megtörtént, halálra ítéli. MacDonald segítségével azonban sikerül megmenekülnie, és elkezdi a lázadást Breck és Central City ellen.
Hosszú harcok után a majmok győzelmet aratnak. Caesar megparancsolja, hogy vezessék elő Brecket és végezzék ki. MacDonald próbálja lebeszélni erről, és azt javasolja neki, tanúsítson egy kis emberséget. Ezt ő dühödten visszautasítja, s csak azután gondolja meg magát, hogy az egyik csimpánz, Lisa (Caesar későbbi felesége) kimondja azt a szót: "Nem!". Ezzel ő az első majom, aki rajta kívül beszélni tud.

### Eredeti befejezés
Eredetileg úgy ért volna véget a film, hogy Caesar parancsot ad Breck elővezetésére és kivégzésére. MacDonald próbálja erről lebeszélni, de hasztalanul. Helyette inkább a lázadás folytatására hívja fel a figyelmet. A forradalom hatására az emberiség elbukik, s a majmok rabszolgája lesz. Brecket és társait pedig kivégzik. Ez a lezárás viszont nem tetszett a korai vetítések nézőinek, így megváltoztatták a jelenlegire. Így a nézőben maradt egy kép, mely szerint a majmok és emberek talán békésen élnek majd egymás mellett.

## Paradoxon
A történet szerint Caesar volt az, aki elindította a lázadást és létrehozta a majmok bolygóját; viszont ő a 40. századból érkezett szülők gyermeke. Ez létrehoz egy folytonossági időparadoxont. Lennie kellett viszont mindenképpen egy idősíknak, melyben Caesar nélkül jön létre mindez. Cornelius tekercsei szerint egy Aldo nevű gorilla volt az, aki legelőször mondta ki azt a szót, hogy "nem", megtagadva így az engedelmességet az embereknek. Ez mindenképpen egy erőszakosabb útja lenne a cselekményeknek, s így lehetséges, hogy A majmok bolygója 2 végén a Föld elpusztul. Caesar vezetésével viszont egy sokkal humánusabb társadalom jön létre, mely nem vezet okvetlenül a földi élet pusztulásához. Az is lehet persze, hogy Caesart utóbb megölték, s Aldo követői mintegy meghamisították a történelmet, s így minden pontosan úgy történik, mint az első és a második filmben. Végül a legkézenfekvőbb megoldás: a negyedik és az ötödik film története egy alternatív idősíkon játszódik.